# Scuderia Achille Varzi
Scuderia Achille Varzi fue un equipo argentino de Fórmula 1, que participó en tres carreras en la temporada 1950.
La escudería surgió a partir del Automóvil Club Argentino, para impulsar a pilotos locales al automovilismo internacional, y llevó el nombre del piloto italiano Achille Varzi, fallecido antes del surgimiento del equipo. El equipo tenía su base en Italia y compitió con monoplazas de Maserati.

## Historia
El equipo llevó el nombre de Achille Varzi porque recientemente había fallecido (en 1948) y porque había colaborado para que Juan Manuel Fangio diera sus primeros pasos en el automovilismo internacional. El mecánico personal de Achille Varzi, Amedeo Bignami, colaboró en el monoplaza del equipo.
Los Maserati de la escudería eran amarillos y azules.
En su primera carrera, en Mónaco, se presentaron con los argentinos José Froilán González y Alfredo Pián, a bordo de un Maserati 4CLT/48, con un motor 4CLT L4 1.5. En Suiza, el italiano Nello Pagani y el local Toni Branca fueron los pilotos, finalizando en las posiciones 7 y 11, respectivamente. Por último, González volvió a correr en el GP de Francia.
Además de estas tres competencias puntuables, la Scuderia Achille Varzi participó en los Grandes Premios de Pau, San Remo, Albi, Países Bajos y de las Naciones (Ginebra), incluyendo a Juan Manuel Fangio entre sus pilotos.

## Resultados

### Fórmula 1
(Clave) (negrita indica pole position) (cursiva indica vuelta rápida)

| Año     | Chasis           | Motor             | Neu. | Pilotos               | 1   | 2   | 3   | 4   | 5   | 6   | 7   |
| ------- | ---------------- | ----------------- | ---- | --------------------- | --- | --- | --- | --- | --- | --- | --- |
| 1950    | Maserati 4CLT/48 | Maserati 1.5 L4 s | P    |                       | GBR | MON | 500 | SUI | BEL | FRA | ITA |
| 1950    | Maserati 4CLT/48 | Maserati 1.5 L4 s | P    | José Froilán González |     | Ret |     | DNP |     | Ret |     |
| 1950    | Maserati 4CLT/48 | Maserati 1.5 L4 s | P    | Alfredo Pián          |     | DNS |     |     |     |     |     |
| 1950    | Maserati 4CLT/48 | Maserati 1.5 L4 s | P    | Nello Pagani          |     |     |     | 7   |     |     |     |
| 1950    | Maserati 4CLT/48 | Maserati 1.5 L4 s | P    | Toni Branca           |     |     |     | 11  |     |     |     |
| 1950    | Maserati 4CLT/48 | Maserati 1.5 L4 s | P    | Franco Comotti        |     |     |     |     |     | DNP |     |
| Fuente: |                  |                   |      |                       |     |     |     |     |     |     |     |